# Efferia incognita
Efferia incognita är en tvåvingeart som beskrevs av Forbes 1987. Efferia incognita ingår i släktet Efferia och familjen rovflugor.
Artens utbredningsområde är Texas. Inga underarter finns listade i Catalogue of Life.